# László Magasházy
László Magasházy, madžarski general, * 1879, † 1959.